# 六月停战令
六月停战令是指1946年6月5日，国共双方达成东北停战15天的协议，自6月7号正午起正式生效。后又延长7天，至6月30日。实际上，国共双方在东北战场停战了四个多月。至1946年10月底“一保临江”时才恢复大规模交战。

## 背景及影响
国民政府應來華調停國共內戰的美国总统特使乔治·马歇尔之强烈要求，下达东北地区国军停止追击东北民主联军的軍事命令，以恢复国共谈判。有学者认为，这一停战令是国军在第二次国共内战中失败的重大原因之一，其歷史影響甚至大過西安事變。
在杜鲁门总统支持下，乔治·马歇尔下令自1946年7月29日到1947年5月26日，美国政府对国民政府实行武器禁运。事实上，武器援助到1947年11月才恢复。
驻中国美军指挥官魏德迈将军后来在国会作证指出，六月停战令后国军士气低落是最终失败的重要原因。而武器禁运和美国对国民政府其他支持的失败，以及中国和美国的反国民政府各种宣传都直接造成了士气低落。陈纳德将军等也支持这种观点。
蒋介石在他撰写的《苏俄在中国》中对他在1946年6月6日未聽取建議，不顧美蘇反應在當下不惜追擊到底，而颁发第二次停战令对东北战争的影响，做出了这样的结论：
从此东北国军，士气就日渐低落，所有军事行动，亦陷于被动地位。可说这第二次停战令之结果，就是政府在东北最后失败之惟一关键。当时已进至双城附近之追击部队（距离哈尔滨不足一百里），若不停止追击，直占中东铁路战略中心之哈尔滨，则北满的散匪，自不难次第肃清，而东北全境亦可拱手而定。若此共匪既不能在北满立足，而其苏俄亦无法对 共匪补充，则东北问题自可根本解决，共匪在东北亦无死灰复燃之可能。故中华民国三十七年（1948年）冬季国军最后在东北之失败，其种因全在于这第二次停战令所招致的后果。

## 军事调处
为调处松花江北岸桥头堡的冲突，7月22日军调部第35执行小组（常驻双城县）与国共双方指挥人员签署临时停战协议。经过整月细致调查协商，8月22日第34执行小组（常驻德惠县）、第35执行小组联席会议达成新的停战协定，设立松花江中立区，双方军队均退出该区且不得修筑防御工事，从而把江北桥头堡的国军与东北民主联军隔离开。留驻桥头堡的国军第149团第2连，在此驻扎了2年多直至辽沈战役前夕。此处也发生过多次战斗冲突。1946年8月3日，国军100多人进驻中立区北的“红房子”阵地，东北民主联军反击持续3个多小时，毙伤20余人，自己伤6亡2，至黄昏国军退走。1946年10月，江桥附近国军加紧抢修铁路桥，为进攻哈尔滨做准备。10月5日守卫此地的东北民主联军六纵第17师为制止对方修桥，炮击8个小时。第二天再次修桥，又遭“炮兵之打击而停止”。

## 停战后的国共冲突
1946年6月7日，东北保安司令长官杜聿明在中外记者招待会上宣布：“国军预计于15日（停战令过时）后继续接收之主要区域为大连市、安东、嫩江、松江、合江、黑龙江与兴安诸省”以及“交通线与城市”。
6月7日午后，刚刚占据海城的新一军新编第38师向东南方向进攻，与东北民主联军激战后占领唐王山（今属毛祁镇北部）、罗家堡子（今属八里镇北部行政村），向析木城推进。
6月7日午后，驻鞍山的第60军第182师向东南10km的白石寨（今属大屯镇）及其南的小女寨（今属王石镇）进攻。以掩护新38师进攻析木城的左翼安全。
6月7日中午，驻本溪的第52军，从西南45km的浪子山（今辽阳县河栏镇以北的亮甲自然村）、以南10km的桥头等地，以猛烈炮火掩护，攻击附近的东北民主联军阵地，以占据周边有利地形。
6月8日上午8时起，国军两个团从法库县西南25k的丁家房身向县城方向进攻，当日中午攻占县城西南15km的大房身（今属双台子乡）、小房身（今属五台子乡）一带，先头部队进抵四台子（今属五台子乡最北部行政村）。同时，驻铁岭的国军也配合向法库县进攻，攻占镇西堡镇。
6月7日至9日，东北民主联军第一师、第二师在吉东警二旅等部配合下，发起了“拉新战斗”，在蛟河县拉法歼灭国军第88师第264团1个营，新站歼灭国军第88师第263团1900人，团长韦耀东以下900人被俘。
6月7日，东北民主联军第七师第21旅第63团奉命夺回松花江北中长铁路陶赖昭站，把深入江北的新一军第50师第149团一部驱逐回铁路大桥江北桥头堡中。并修筑工事与桥头被对峙。

## 外部連結
Anne W. Carroll, ,   [2010-03-03], （原始内容存档于2019-07-05） （英语）